# Uku Suviste
Uku Suviste (Võru, Estónia; 6 de junho de 1982) é um cantor, compositor, pianista e produtor musical estoniano.

## Carreira musical
A partir de 2004, Uku participou do concurso de canto e composição musical «Uno Naissoo» durante vários anos. Naquele mesmo ano, recebeu um prémio especial por sua canção original «Never Have To». No ano seguinte, sua música polifónica a cappella «Sõbrad» («Amigos»), ganhou o 2.º lugar. Em 2008, a música «Refreshing» escrita por Suviste e seu amigo Mairo Marjamaa venceu a competição.
Em 2005, Suviste participou do conhecido concurso de canto estoniano «Kaks Takti Ette» e ficou em 3º lugar. Após o concurso, ele teve a oportunidade de trabalhar no estúdio musical «Rockhouse» de Elmar Liitmaa como produtor musical. Enquanto estava a trabalhar no estúdio e produzia canções para muitos artistas estonianos reconhecidos, ele ganhou uma experiência valiosa e teve a oportunidade de gravar muitas de suas próprias canções originais. No mesmo ano, ele produziu e lançou seu primeiro álbum original em CD, intitulado «It’s Christmas Time»
Ao longo de 2006, Uku fez parte de uma banda de R&B chamada «Lament». Ele era o segundo solista vocal e também tocava o teclado. Em novembro de 2008, ele colaborou com a vencedora do Ídolos da Estónia de 2007, Birgit Õigemeel, e lançaram o álbum «Ilus Aeg» («Tempo Lindo»). Suviste organizou todas as faixas do álbum e cantou algumas delas em dueto com Birgit. Para promover seu álbum, a dupla deu vários shows.
Em 2010, Uke participou do festival de música «New Wave» na Rússia, e finalizou em 3.º lugar.
Em 2012, o cantor produziu o videoclipe «Võitmatu» («Invencível»), com o apoio e cooperação das Forças de Defesa da Estónia e do Ministério da Defesa. O videoclipe foi dedicado a todos os soldados que serviram nas forças armadas no Afeganistão e às famílias dos militares. Dois artistas convidados fizeram uma pequena aparição no início e no final do vídeo, para mostrar também o seu apoio aos soldados estonianos. O primeiro foi o lançador de disco estoniano e medalhista de ouro olímpico Gerd Kanter, e o outro foi Justin Gatlin, um velocista americano e medalhista de ouro olímpico na corrida de 100 metros. 
No outono de 2014, Uku participou da versão estoniana de A Tua Cara Não Me é Estranha, chamada «Sinu Nägu Kõlab Tuttavalt».
Para 2018, Uku participou da 7.ª temporada da versão russa do The Voice, foi eliminado nas semi-finais.
Uku participou na competição musical «Eesti Laul» várias vezes. O concurso é usado para selecionar a música que irá representar a Estónia no Festival Eurovisão da Canção. No «Eesti Laul 2017» concorreu com a música «Supernatural», mas foi eliminado na primeira semi-final. Em 2019 participou com a música «Pretty Little Liar», passou a segunda semi-final e ficou em 2.º lugar na final. Em 2020, Uku competiu novamente no Eesti Laul daquele ano com sua música «What Love Is» e venceu a final nacional, tornando-se o representante da Estónia na Eurovisão 2020. Quando o festival foi cancelado devido à pandemia de COVID-19, Suviste não foi selecionado internamente como representante da Estónia para o Festival Eurovisão da Canção 2021, como aconteceu em alguns outros países, no entanto, foi-lhe oferecida uma vaga nas semifinais do Eesti Laul 2021, que ele aceitou e venceu a final, desta forma ele foi selecionado para representar a Estónia na Eurovisão 2021 com a canção «The Lucky One», que não passou da semi-final.

## Discografia

### Singles
- "It's Christmas Time" (2005)
- "See on nii hea" (2008)
- "Love of my life (feat. Grace Taylor)" (2009)
- "Sind otsides" (2009)
- "Saatanlik naine" (2009)
- "Show me the love" (2010)
- "Isju Tebja" (2010)
- "Jagatud öö" (2011)
- "Midagi head (feat. Violina)" (2011)
- "Võitmatu" (2012)
- "Valge Lumi", Anzhelika Agurbash y Uku Suviste (2013)
- "I wanna be the one" Uku Suviste & Kéa (2014)
- "Believe" Hawt Leopards feat. Uku Suviste (2015)
- "Supernatural" (2016)
- "Pretty Little Liar" (2019)
- "What Love Is" (2020)
- The Lucky One" (2021)

### Videoclipes
- "Võitmatu" (2012)
- "Show me the love" (2010)
- "Valge Lumi", Anzhelika Agurbash y Uku Suviste (2013)
- "I wanna be the one", Uku Suviste & Kéa (2014)
- "What Love Is" (2020)